# Charles Watts
Ne doit pas être confondu avec Charlie Watts.
Pour les articles homonymes, voir Watts (nom de famille).
Charles Watts (né le 30 octobre 1912 à Clarksville au Tennessee, mort le 13 décembre 1966 à Nashville, Tennessee) est un acteur américain.

## Biographie
Né à Clarksville au Tennessee, Charles Watts était professeur et travaillait à Chattanooga, où il fréquentait le théâtre local. Il n'est pas apparu au cinéma ou à la télévision avant les années 1950, où il commence par des petits rôles souvent non crédités. Pendant les années qui suivent il a joué dans plus de 100 films et dans de nombreux shows télévisés. Il meurt d'un cancer en 1966.

## Filmographie partielle
- 1950 : Dallas, ville frontière de Stuart Heisler
- 1952 : Une fois n'engage à rien (Just This Once) de Don Weis
- 1952 : Something for the Birds
- 1952 : Le Prisonnier de Zenda
- 1952 : La Première Sirène
- 1957 : Prenez garde à la flotte (Don't Go Near the Water) de Charles Walters
- 1957 : Outlaw's Son : marshal Elec Blessingham
- 1957 : Les Loups dans la vallée : Dick McCullough
- 1957 : L'Odyssée de Charles Lindbergh : O.W. Schultz
- 1957 : Elle et lui (An affair to remember) : Ned Hathaway
- 1958 : L'amour coûte cher (The High Cost of Loving) : Boylin
- 1959 : Le Cirque fantastique  : le banquier
- 1959 : Une balle signée X (No Name on the Bullet)
- 1961 : Le troisième homme était une femme
- 1961 : Un pyjama pour deux (Lover Come Back)
- 1961 : Au bout de la nuit
- 1962 : La Plus Belle Fille du monde : Ellis
- 1963 : The Wheeler Dealers
- 1964 : La Fureur des Apaches : Crawford Owens
- 1964 : La mort frappe trois fois : Manager